# Heaven :x: Hell
Heaven: x: Hell è l'ottavo ed ultimo album in studio del gruppo musicale canadese Sum 41, pubblicato il 29 marzo 2024 dalla Rise Records. Si tratta di un doppio album: il primo disco, Heaven, presenta un ritorno allo stile pop punk degli inizi della carriera della band, mentre il secondo disco Hell rappresenta lo stile più heavy metal che ha caratterizzato i loro ultimi album. L'album è stato pubblicato quasi cinque anni dopo Order in Decline, del 2019, segnando il secondo divario più lungo tra due album in studio nella carriera del gruppo. Dopo essersi separati dall'etichetta statunitense Hopeless Records nel 2023, questo album rappresenta l'unico album pubblicato con la Rise Records dai Sum 41.

## Antefatti
Il 22 febbraio 2022 la band ha annunciato il Blame Canada Tour negli Stati Uniti con i Simple Plan, svoltosi tra aprile e agosto 2022.
Il 23 marzo 2022 la band ha annunciato che sarebbe stato pubblicato un nuovo album il quale avrebbe contenuto un lato "Heaven", il quale avrebbe rappresentato un ritorno al loro precedente stile pop punk, e un lato "Hell", coerente con il loro recente stile metal, senza tuttavia rivelare una data di pubblicazione. Il cantante Deryck Whibley ha descritto la scelta del titolo come "una sorta di cenno ai Black Sabbath", facendo riferendo all'album Heaven and Hell della band britannica.

## Promozione
L'8 maggio 2023 la band ha annunciato che dopo la pubblicazione dell'album e al termine del tour in sua promozione si sarebbe sciolta. Il tour, chiamato "Tour of the Setting Sum", ha avuto inizio il 1º marzo 2024 a Giacarta, in Indonesia, e terminerà il 30 gennaio 2025 a Toronto, in Canada, con l'ultima data europea il 23 novembre 2024 alla Paris La Défense Arena di Nanterre, in Francia. Landmines, il primo singolo estratto dall'album, viene pubblicato il 27 settembre 2023, insieme al relativo video ufficiale e all'annuncio della loro firma con la Rise Records. La data di uscita dell'album è stata annunciata il 12 dicembre 2023, insieme alla pubblicazione del secondo singolo Rise Up. Il terzo singolo Waiting on a Twist of Fate è stato pubblicato il 22 febbraio 2024. Il 29 marzo 2024, in corrispondenza all'uscita ufficiale dell'album, è stato pubblicato il quarto singolo Dopamine, accompagnato dal video ufficiale. Il 1º aprile 2025 viene pubblicato l'ultimo video musicale dei Sum 41, realizzato per il brano Radio Silence e che ripercorre la carriera del gruppo dai primi anni sino allo scioglimento.

## Tracce
CD 1
Heaven
1. Waiting on a Twist of Fate – 2:46
2. Landmines – 2:55
3. I Can't Wait – 2:05
4. Time Won't Wait – 2:30
5. Future Primitive – 2:12
6. Dopamine – 3:06
7. Not Quite Myself – 2:54
8. Bad Mistake – 3:03
9. Johnny Libertine – 1:35
10. Radio Silence – 3:23

CD 2
Hell
1. Preparasi a Salire – 1:08
2. Rise Up – 3:16
3. Stranger in These Times – 2:57
4. I Don't Need Anyone – 2:46
5. Over the Edge – 3:09
6. House of Liars – 3:06
7. You Wanted War – 3:31
8. Paint It Black (cover dei Rolling Stones) – 2:42
9. It's All Me – 2:18
10. How the End Begins – 3:16

## Formazione
Gruppo
- Deryck Whibley – voce, chitarra ritmica, tastiera, pianoforte, produzione, missaggio, ingegneria del suono
- Dave "Brownsound" Baksh – chitarra solista, cori
- Tom Thacker – chitarra ritmica e solista, tastiera, cori
- Jason "Cone" McCaslin – basso, cori
- Frank Zummo – batteria, percussioni, cori

Altro personale
- Mike Green – produzione (eccetto tracce 9 e 16), chitarra, tastiera
- Ted Jensen – mastering (eccetto tracce 2 e 6)
- Kris Crummett – mastering (tracce 2, 6)
- Nick Bailey – ingegneria del suono aggiuntiva e chitarra (traccia 6)
- Gary Anderson – cori (tracce 1–3, 6, 8, 12)
- David Jess – cori (tracce 1–3, 6, 8, 12)
- Luke N. Bovill – cori (tracce 1–3, 6, 8, 12)
- Rory Gault-Gordon – cori (tracce 1–3, 6, 8, 12)
- Peter Bunting – cori (tracce 1–3, 6, 8, 12)

## Classifiche
| Classifica (2024)         | Posizione massima |
| ------------------------- | ----------------- |
| Australia                 | 72                |
| Austria                   | 3                 |
| Belgio (Fiandre)          | 11                |
| Belgio (Vallonia)         | 13                |
| Canada                    | 37                |
| Francia                   | 8                 |
| Germania                  | 4                 |
| Giappone                  | 12                |
| Italia                    | 48                |
| Regno Unito               | 26                |
| Regno Unito (rock)        | 1                 |
| Spagna                    | 39                |
| Stati Uniti               | 108               |
| Stati Uniti (alternative) | 11                |
| Stati Uniti (independent) | 20                |
| Stati Uniti (rock)        | 19                |
| Svizzera                  | 3                 |